# Forcipomyia maculosicrura
Forcipomyia maculosicrura är en tvåvingeart som beskrevs av Tokunaga 1959. Forcipomyia maculosicrura ingår i släktet Forcipomyia och familjen svidknott. Inga underarter finns listade i Catalogue of Life.